# Stockvik
Stockvik ist ein Ort (tätort) in der schwedischen Provinz Västernorrlands län, in der historischen Provinz (landskap) Medelpad.

## Lage

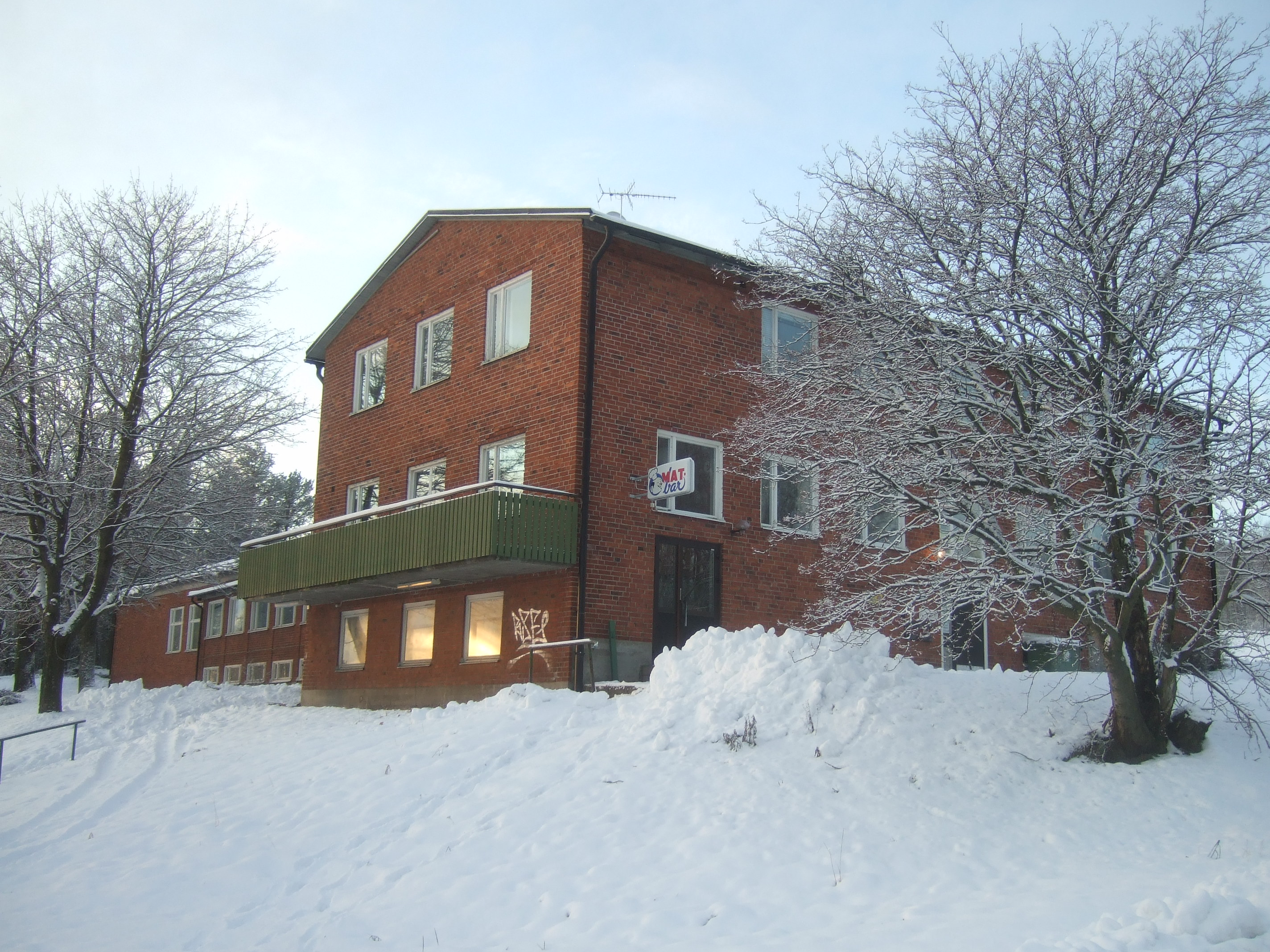
Das denkmalgeschützte Gemeindehaus (medborgarhuset) Kusten („Küste“) von 1955, typisch für einen großen Teil der Bebauung des Ortszentrums

Stockvik gehört zur Gemeinde Sundsvall und innerhalb dieser seit 1. Januar 2016 zum Distrikt Njurunda, benannt nach dem 8 km südlich gelegenen Kirchort, heute Njurundabommen (seit 2015 Teil des Tätorts Kvissleby). Stockvik liegt gut 40 km Luftlinie südwestlich der Provinzhauptstadt Härnösand und 5 km südöstlich des Zentrums von Sundsvall an der Küste der Sundsvallbucht der Bottensee, in die wenig südlich der Fluss Ljungan mündet.
Stockvik besitzt einen Haltepunkt (Stockviksverken) bei Kilometer 341 der Ostküstenbahn (Ostkustbanan), die Stockholm mit Sundsvall verbindet und auf diesem Abschnitt 1925 eröffnet wurde. Wenig westlich des Ortes führt die neue, auf diesem Abschnitt 2014 eröffnete Trasse der Europastraße 4 vorbei. Die alte Trasse verläuft als heutige Provinzstraße Y 562 durch den Ort.

## Geschichte
Die Ortsgeschichte beginnt mit der Errichtung eines Sägewerks durch den Unternehmer Fredrik Sundberg 1873. 1936 wurde es durch das Stockvikwerk (Stockviksverken) ersetzt, das heute Düngemittel und Kunststoffe produziert. Seit den 1980er-Jahren ist es im Besitz von Nobel Industries, heute Teil von AkzoNobel. Der Ort in seiner heutigen Form entstand ab den 1950er-Jahren mit Errichtung des nördlich des Werkes gelegenen Wohngebietes Bredsand, des heutigen Zentrums. Große Teile dieser Siedlung wurden im Rahmen des Millionenprogrammes gebaut.
Administrativ gehörte der Ort zunächst zur Landgemeinde (landskommun) Njurunda. Diese ging 1974 in der Gemeinde Sundsvall auf. Stockvik war ab 1970 Ortsteil von Sundsvall, wird aber seit 1995 infolge seiner separaten Lage wieder als eigenständiger Tätort geführt.

## Sport
In Stockvik ist der 1934 gegründete Fußballverein Stockviks FF ansässig, bei dem unter anderem der schwedische Nationaltrainer (2009–2016) Erik Hamrén in seiner aktiven Zeit zwei Jahre spielte. Außerdem stammt aus dem Ort der Skisportverein Stockviks SF, dem beispielsweise zeitweilig die Biathletin Anna Carin Zidek und, gegen Ende seiner Karriere, der Skilangläufer Wladimir Smirnow angehörten.
Bei Stockvik fanden mehrmals schwedische Meisterschaften in nordischen Skisportarten sowie internationale Wettbewerbe statt, beispielsweise im Rahmen des Continental Cup.